# 吴头楚尾
吴头楚尾（又作楚尾吴头）指春秋时期吴国之地的上游、楚国之地的下游，因如吳楚兩國之首尾而得名，並一般泛指江西地區。长江中下游一带之湖北、河南、安徽、江苏等省亦有不少地方被称作「吴头楚尾」。

## 相关地区
- 湖北省：咸宁市通山县[2]、武汉市黄陂区[3]、黄石市[4][5]、鄂州市[6]、黄冈市[7]。

- 河南省：信阳市商城县[8]。

- 江西省：全省[9]、九江市[10]。

- 安徽省：铜陵市[11]、芜湖市芜湖县[12]、滁州市[13][14]。

- 江苏省：南京市高淳区[15]、南京市六合区至扬州仪征市一带[16]、镇江市[17][18]、镇江丹阳市[19]。